# José Luis Urrusolo Sistiaga
José Luis Urrusolo Sistiaga (San Sebastián, 1 de octubre de 1957) es un antiguo miembro de ETA. Fue uno de los terroristas más activos durante los años 80 y principios de los 90, y se le acusó y condenó de 16 asesinatos y dos secuestros. Fue conocido por la Policía como "el hombre de las mil caras" por su facilidad para el camuflaje.
Abandonó la organización en 1994 por discrepancias con la jefatura y comenzó a cuestionar la lucha armada y a mostrar una actitud crítica con el terrorismo. 

## Biografía

### Actividad delictiva
En 1977 empieza su actividad terrorista al integrarse en el comando de información y propaganda Jaizkibel. El citado comando realizaba labores de vigilancia de miembros de la Guardia Civil.

#### Comando Madrid
A principios de los 80 ingresa en el "comando Madrid" participando en numerosos atentados:
- 1982: voladura del edificio de Telefónica situado en la calle de Ríos Rosas de Madrid.
- 1983: secuestro de Diego Prado y Colón de Carvajal.
- 1985: asesinato del banquero Ricardo Tejero Magro, Consejero Delegado y director general del Banco Central.[1] Atentado en la Plaza República Argentina de Madrid donde muere un ciudadano americano y resultaron heridos una decena de guardias civiles.
- 1988: participa en el secuestro del industrial Emiliano Revilla.

#### Comando itinerante
Su rastro reaparecía en 1991 como responsable del «comando Ekaitz», también conocido como «comando Levante» o «comando Itinerante». Fue un grupo de la organización terrorista ETA que estuvo operativo entre los años 1991 y 1992 y que debía crear una ola de asesinatos en España con motivo de las Olimpiadas de Barcelona. Participa en el asesinato mediante disparos del subdelegado de la empresa Ferrovial, Edmundo Casañ Pérez-Serrano en Valencia.
Ese mismo año coloca varios artefactos explosivos en diferentes centros turísticos de localidades de la costa mediterránea: Santa Pola y Torrevieja en Alicante, y Marbella y Estepona en Málaga, que originan diversos daños.
En septiembre de 1991 confecciona y coloca un coche-bomba frente al Cuartel de la Guardia Civil de Muchamiel (Alicante), que posteriormente tras ser trasladado al depósito municipal, explosiona y causa la muerte a dos policías locales y al conductor de la grúa.
En diciembre de 1991 atenta en Barcelona contra dos miembros del C.N.P., a los que asesina mediante disparos. La actividad terrorista de Urrusolo se reanuda en 1992. El 8 de enero de 1992 atenta nuevamente en la Ciudad Condal contra los ocupantes de un vehículo del Ejército del Aire, asesinando mediante disparos al Comandante Arturo Anguera y resultando heridos el Teniente Médico Luis Javier Balcota Aznar y el soldado conductor Jaime Amposta.
La mañana del 15 de enero de 1992 era asesinado de un tiro en la nuca el catedrático de Derecho Mercantil Manuel Broseta mientras caminaba junto a una alumna en dirección a la facultad de Derecho de la Universidad de Valencia.
Un día después, el 16 de enero, en Barcelona, participa en el atentado que cuesta la vida a dos Suboficiales del Ejército. En marzo del mismo año, junto a Idoia Martínez, coloca un coche-bomba en la calle Jacinto Verdaguer de Lliçà d'Amunt (Barcelona) que al explosionar causó la muerte del cabo de la Guardia Civil Enrique Martínez Hernández, cuando procedía a inspeccionar el vehículo.
Nuevamente, los dos colocan otro coche-bomba en un puente de la Autovía Tarrassa-Sabadell, a la altura de Sant Quirtze del Vallés, que al explosionar causó la muerte del civil Antonio José Martos.
Entre las condenas que le impuso la Audiencia Nacional, están los 296 años de cárcel por su participación en el envío de un paquete-bomba al presidente de una empresa vinculada a la construcción de la autovía de Leizarán que en 1991 mató a dos policías que trataban de desactivarlo y los 119 años por otro paquete-bomba contra un alto cargo del Ministerio de Justicia, también en 1991, y en el que, además, murieron tres artificieros de la policía.

### Críticas a la cúpula y detención
Poco antes de la operación de Bidart, la compañera de comando de Urrusolo, Idoia López Riaño, hizo llegar al colectivo Artapalo las críticas vertidas por Urrusolo contra la dirección. Lanzó furibundos ataques contra Francisco Múgica: "Pakito es un hijoputa, un gilipollas. Cuando le pida cuentas va a ser con el cacharro [pistola] encima de la mesa y lo que voy a hacer es darle cuatro hostias".
En 1994, sus constantes diferencias con la cúpula de ETA le llevaron a romper con la organización y a retirarse a la localidad francesa de Roumagne, cerca de Burdeos, donde inició una nueva vida. En ese momento, su disidencia no se basaba en cuestiones ideológicas sino con la falta de eficacia de la organización. Fue detenido en 1997 , en un control policial de las fuerzas de seguridad galas.

### Arrepentimiento
En 1997, a raíz del asesinato del concejal del PP Miguel Ángel Blanco, se pronunció a favor del abandono de las armas. Su proceso de ruptura culminó en 2008 cuando se desligó también del colectivo de presos de la banda terrorista y en una carta publicada en Gara junto a su compañera la exdirigente de ETA Carmen Gisasola, criticó el discurso de la izquierda abertzale y reconoció el daño causado. Ha participado en reuniones con sus víctimas, por ejemplo, con el empresario Emiliano Revilla.
Tras acogerse a la Vía Nanclares, Urrusolo Sistiaga salió de prisión el 28 de febrero de 2016, habiendo cumplido 19 años de cárcel.